# Veiligheidsdraad

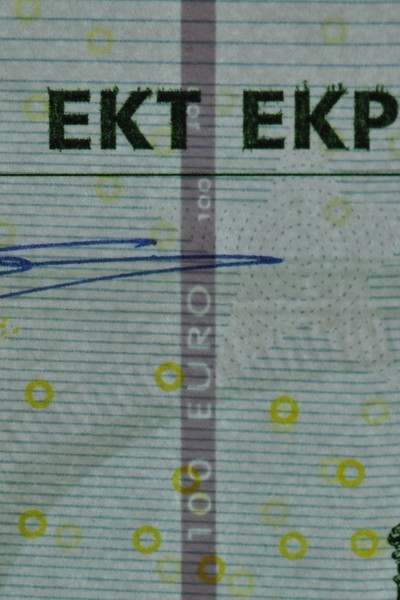
Een veiligheidsdraad zichtbaar op een eurobankbiljet.

Een veiligheidsdraad is een beveiligingsfeature gebruikt in o.a. bankbiljetten als bescherming tegen valsmunterij. Het bestaat uit een dunne band geweven door het papier.